# Mika Pohjola
Mika Pohjola (* 1. Dezember 1971 in Helsinki) ist ein finnischer Jazzpianist und Komponist, der in New York wirkt.

## Leben und Wirken
Pohjola wuchs in Vantaa bei Helsinki auf und besuchte eine Rudolf-Steiner-Schule. Er begann zunächst Geige zu lernen, wechselte dann zum Schlagzeug und schließlich zum Klavier, auf dem er ersten Unterricht bei seinem Vater, dem Jazzgitarristen Heikki Pohjola erhielt. Er sang im Knabenchor der Kathedrale von Helsinki und studierte klassisches Klavier am Konservatorium in Vantaa. 1987 setzte er sein Studium in Stockholm fort, wo er 1992 einen Diplomabschluss in Jazz an der Königlichen Musikhochschule machte. Anschließend ging er ans Berklee College of Music, wo er unter anderem bei Gary Burton, Phil Wilson, Hal Crook und Herb Pomeroy studierte. Nach dem Abschluss 1994 nahm er im Quartett sein Debütalbum Myths and Beliefs auf, das bei GM Recordings erschien. 1995 zog er nach New York, wo er kurz bei Sal Mosca Unterricht nahm und dann in bekannten Jazzclubs wie dem Birdland und Blue Note (wo ein Live-Album entstand, welches 2000 veröffentlicht wurde)  auftrat.
Er tourte mit eigenen Bands, zusammengestellt aus New Yorker Musikern, in Europa, zum Beispiel auf Einladung des finnischen Außenministeriums in der Ukraine. Gleichzeitig trat er im Duo Sound of Village mit dem Perkussionisten und Flötisten Yūsuke Yamamoto auf, das frei improvisierte und häufig in der Knitting Factory auftrat. Yamamoto kannte er aus Berklee. 2000 nahm das Duo das Album Sound of Village auf. 2002 veröffentlichte er sein Album Landmark mit der finnischen Sängerin Johanna Grüssner.  2003 (in Schwedisch, 2005 in Finnisch) folgte ein Songalbum ebenfalls mit Grüssner nach der Vorlage der in Finnland und Schweden beliebten Mumins-Comics (von Tove Jansson). Sein Album A Lark in the Snowstorm enthält Tangomusik. Er veröffentlichte ein Soloalbum Great Tunes from my Friends (mit Stücken u. a. von Kurt Rosenwinkel und Ben Monder) und 2009 Northern Sunrise (mit Steve Wilson, Ben Moder).
Neben Grüssner, die er aus Berklee kannte, arbeitet er auch mit anderen Sängern wie z. B. Jill Walsh. Pohjola spielt auch argentinische Chacareramusik und Jazz mit dem Bassisten Fernando Huergo (Album Provinciano 2008 bei Sunnyside Records). Außerdem arbeitet er als Mixer und Aufnahmetechniker für andere Jazzmusiker. Er komponiert auch klassische Musik.
Er unterrichtet seit 1993 auch häufig in Skandinavien, zum Beispiel am Nilsiä Summer Music Camp.